# William Carter
William Carter (1548 Londýn – 11. ledna 1584 Tyburn) byl anglický tiskař a mučedník. Katolická církev ho uctívá jako blahoslaveného.

## Život
Narodil se roku 1548 v Londýně jako syn soukeníka Johna Cartera a jeho manželky Agnes.
Na svátek Uvedení Páně do chrámu byl roku 1563 poslán ke královskému tiskaři Johnu Cawoodovi. Poté se stal sekretářem Nicholase Harpsfielda, který byl posláním římskokatolickým arcijáhnem v Canterbury. Po jeho smrti se oženil a zřídil tisk v Tower Hill.
V září 1578 byl krátce vězněn v Poultry Compter, zjevně pro neúčast na bohoslužbě, jak bylo stanoveno zákonem. V prosinci 1579 byl „za nepřizpůsobení se ve věcech náboženství“ vězněn v Gatehouse Prison. Roku 1581 byl propuštěn na kauci.
Roku 1580 nechal vytisknout 1000 svazků knihy Treatise of Schisme (Pojednání o rozkolu) od Gregory Martina, za což byl roku 1582 zatčen a uvězněn v Toweru. Jeho žena zemřela, když byl ve vězení.
Po mučení byl 10. ledna 1584 obžalován za tisk Martinovy knihy, ve které byla vyjádřena důvěra v katolickou naději a také odstavec o zabití Holofernese Júdit, což bylo považováno jako podněcování k atentátu na královnu. Následujícího dne byl popraven v Tyburnu.

## Proces blahořečení
Jeho proces blahořečení byl zahájen 19. června 1874 v arcidiecézi Westminster. Byl zařazen do skupiny 85 mučedníků Anglie a Walesu.
Dne 10. listopadu 1986 uznal papež Jan Pavel II. jejich mučednictví a 22. listopadu 1987 byli blahořečeni.
Jeho svátek se slaví 11. ledna a 22. listopad ve skupiny mučedníků.